# Венская мебель
Венская мебель — обобщённое название, распространённое в России XIX—XX веков для обозначения особой разновидности лёгкой и прочной мебели из гнутого дерева (нем. Bugholz), технология изготовления которой была предложена немецко-австрийским мастером Михаэлем Тонетом в 1841 году в Вене. Другие названия: «тонет», «тонетовская мебель», «гнутая мебель» (нем. Bugholzmöbel).
В 1841 году немецкий мебельный мастер, специалист по оформлению интерьера и владелец небольшой мебельной мастерской Михаэль Тонет пытался получить королевский патент на производство мебели из гнутого под горячим паром стволов букового дерева и многослойной фанеры, но потерпел неудачу, поскольку похожие образцы существовали и ранее.

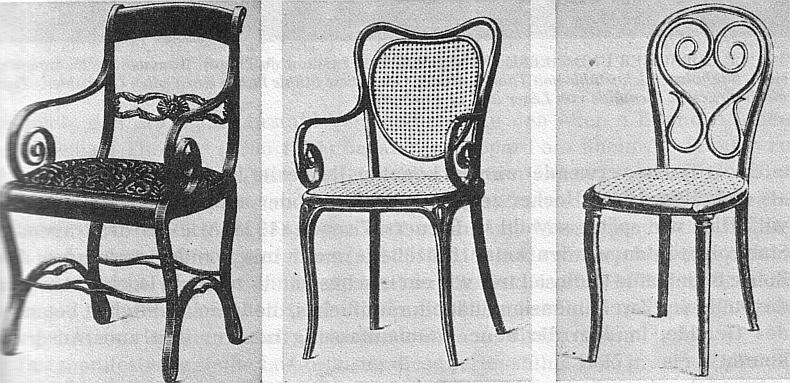
Образцы мебели «Тонет». Из каталога фирмы 1896 года

Плавно изогнутые линии ножек, спинок и локотников тонетовских стульев и кресел отвечали эстетике стиля неорококо, модного в то время в Германии и Австрии. В 1841 году на торговой выставке в Кобленце австрийский канцлер Клеменс фон Меттерних увидел мебель Тонета и пригласил мастера в Вену со словами: «В Боппарде ты навсегда останешься бедняком, поезжай в Вену!». В следующем году Михаэль Тонет вместе с семьёй переехал в столицу Австрии. В 1842 году он наконец получил патент в Вене с дозволением: «Изгибать любую, даже самую хрупкую древесину, придавая ей любую форму и изгиб с помощью химико-механических средств».
С 1843 по 1846 год Тонет оформил несколько интерьеров в стиле «второго рококо». В 1843 году он создал стулья из гнутой древесины специально для Дворца Лихтенштейна в Вене.
В 1849 году Тонет открыл в столице Австрии собственную мебельную мастерскую. Ещё одну фабрику позднее, в 1856 году, создал в Моравии, в Коритшане, а затем и в других европейских городах. В 1850 году Тонет изготовил опытную партию стульев из гнутых под горячим паром буковых стволов. Стулья предназначались для популярного кафе «Даум» (Daum) на Кольмаркт в Вене, отсюда последующее название: «венские стулья». В 1852 году последовало получение патента сыновьями мастера «На изготовление оснований кресел и столов из гнутой древесины, изгибание которой происходит в результате действия водяного пара или кипящих жидкостей». В 1856 году Тонет и его сыновья получили австрийское гражданство.
В 1851 году на первой Всемирной выставке в Лондоне Михаэль Тонет получил за свою «венскую мебель» первую бронзовую медаль. На Всемирной выставке 1855 года в Париже фирма «Братья Тонет» (Gebrüder Thonet) получила большую золотую медаль. Стул № 14, разработанный в 1859 году, до настоящего времени считается «стулом всех стульев»; к 1930 году было произведено и продано около 50 миллионов экземпляров. За этот образец компания «Gebrüder Thonet» получила золотую медаль на Всемирной выставке 1867 года в Париже.

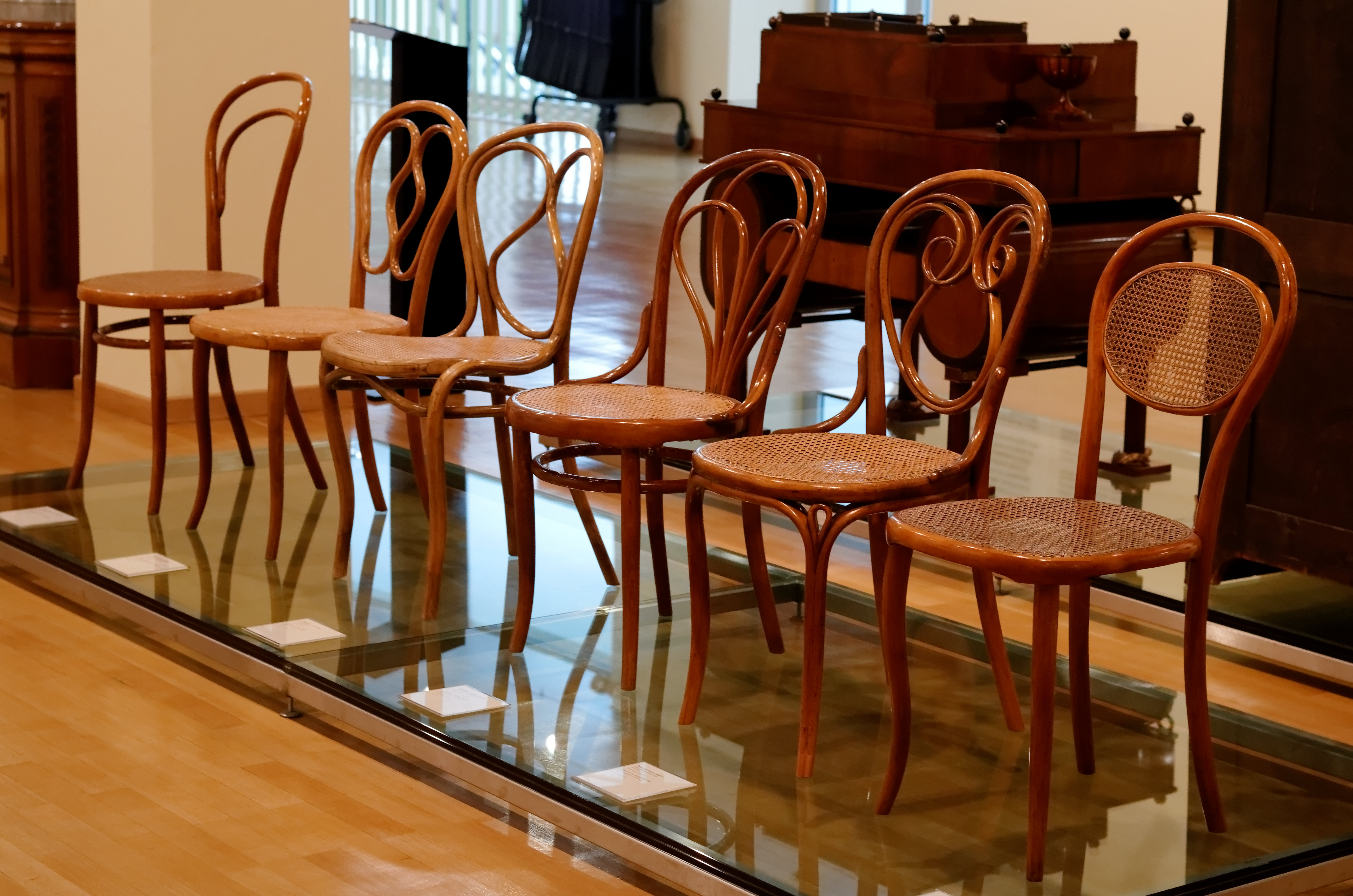
Стулья «тонет». Музей мебели Карлплац. Вена

Тонетовская мебель была проста и экономична в изготовлении. В миллионах экземпляров венская «гнутая мебель» распространялась по Европе. Отделения фирмы «Братья Тонет» («Gebrüder Thonet») во главе с М. Тонетом и его пятью сыновьями возникали в Берлине, Лондоне, Париже, Барселоне, Брюсселе, Бухаресте, Чикаго, Франкфурте-на-Майне, Граце, Гамбурге, Мадриде, Марселе, Нью-Йорке, Неаполе, Одессе, Праге, Риме и Москве. В 1871 году магазин «Братья Тонет» открылся в Санкт-Петербурге, на углу Невского проспекта и Большой Морской улицы. Такие же магазины были созданы в Москве и Одессе.
Техника гнутой под горячим паром древесины, сохраняющей после остывания свою форму, была известна и ранее в народных ремёслах многих стран. Таковы, к примеру, знаменитые «виндзорские стулья». Мебель каркасной конструкции, в частности стулья со спинкой из веерообразно расходящихся буковых стволов, обработанных на токарном станке и напоминающих колесные спицы, изготавливались в Англии. Один подобный стул обнаружил в конце XVII в. принц Уэльский в крестьянском доме на юге Англии, близ Виндзорского замка и приказал его скопировать.
Мебель с ажурными спинками стала характерной чертой «английского стиля» на протяжении всего XVIII века. Похожую мебель изготавливали в мастерских разных стран по рисункам Т. Чиппендейла, Дж. Хэпплуайта и Т. Шератона.
До Михаэля Тонета мастера Самюэль Грэгг в 1808 году и Жан-Жозеф Шапюи в 1815 году также изготовили стулья из гнутых деревянных деталей. Однако именно Тонет придал этому приёму новый эстетический смысл. Плавно изогнутые линии его мебели органично сочетались с немецко-австрийским стилем бидермайер, в интерьерах которого обычно находилась мебель «жакоб». В отдельных образцах Тонет использовал линии и силуэты, близкие французскому стилю рококо, английскому стилю «чиппендейл» с характерными прорезными спинками. Дорогие кресла мастера фирмы Тонет украшали росписью и инкрустацией перламутром по чёрному лаку, более дешевые — горячим тиснением по коже и фанере.
В 1860 году Михаэль Тонет на основе собственной технологии изобрёл форму кресла-качалки. После смерти мастера дело продолжали его сыновья. Эстетика венской мебели XIX века в некотором отношении предвосхитила стиль изогнутых линий франко-бельгийского стиля ар-нуво рубежа XIX—XX веков.
В 1900 году у братьев Тонет работало около 6000 рабочих, которые производили около 4000 предметов мебели в день. После окончания войны в 1945 году международная «империя Тонет» распалась. На бывшем маленьком заводе во Франкенберге в земле Гессен производство было возобновлено и успешно работает по сей день. Там находится музей компании. Другой музей находится во Фридберге (Штирия), где в период с 1963 по 2006 год также производили «венскую мебель».
В 1976 году компания Тонет была разделена на немецкую и австрийскую фирмы (Thonet Vienna). Две компании работают независимо друг от друга. В 2006 году фирма «Gebrüder Thonet» стала называться «Thonet GmbH».
Конструкция «венских стульев», имеющих всего несколько крепёжных узлов, предвосхищает принципы конструктивизма и функционализма, разработанные позднее в немецком Баухаусе. Венские стулья брали в качестве образца такие выдающиеся архитекторы и дизайнеры XX века, как Алвар Аалто, Мис ван дер Роэ, Ле Корбюзье, Фрэнк Ллойд Райт.
Простые, выразительные и удивительно прочные «венские стулья» используют и воспроизводят по настоящее время.

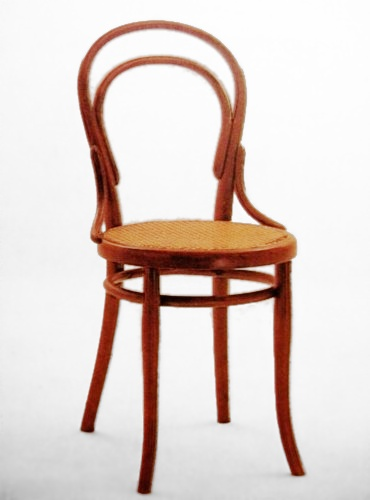
Стул № 14 1859 года
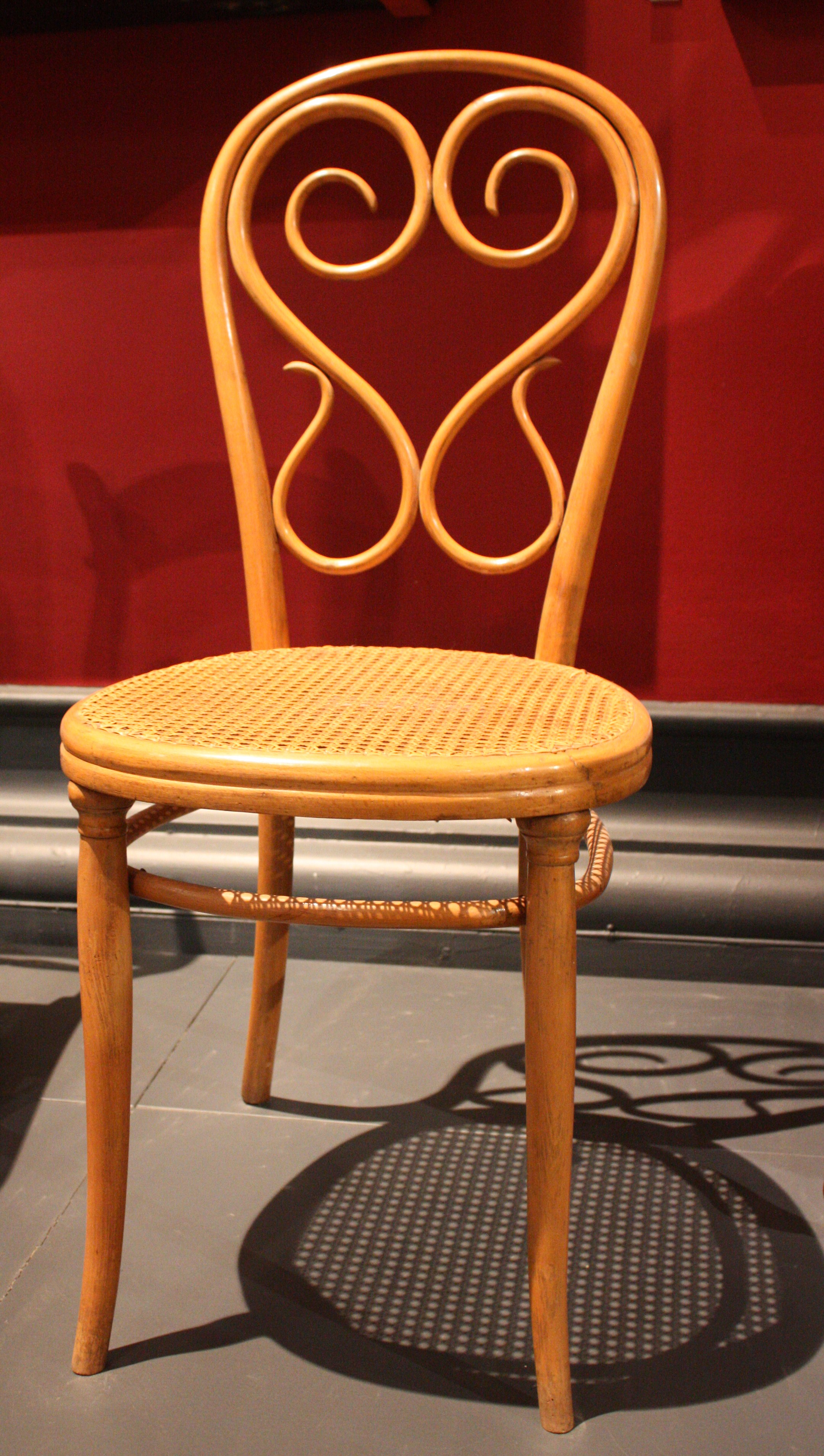
Стул. Модель № 4
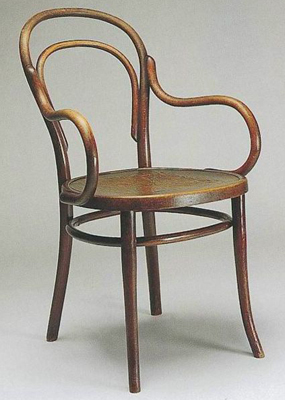
Кресло. Модель № 14
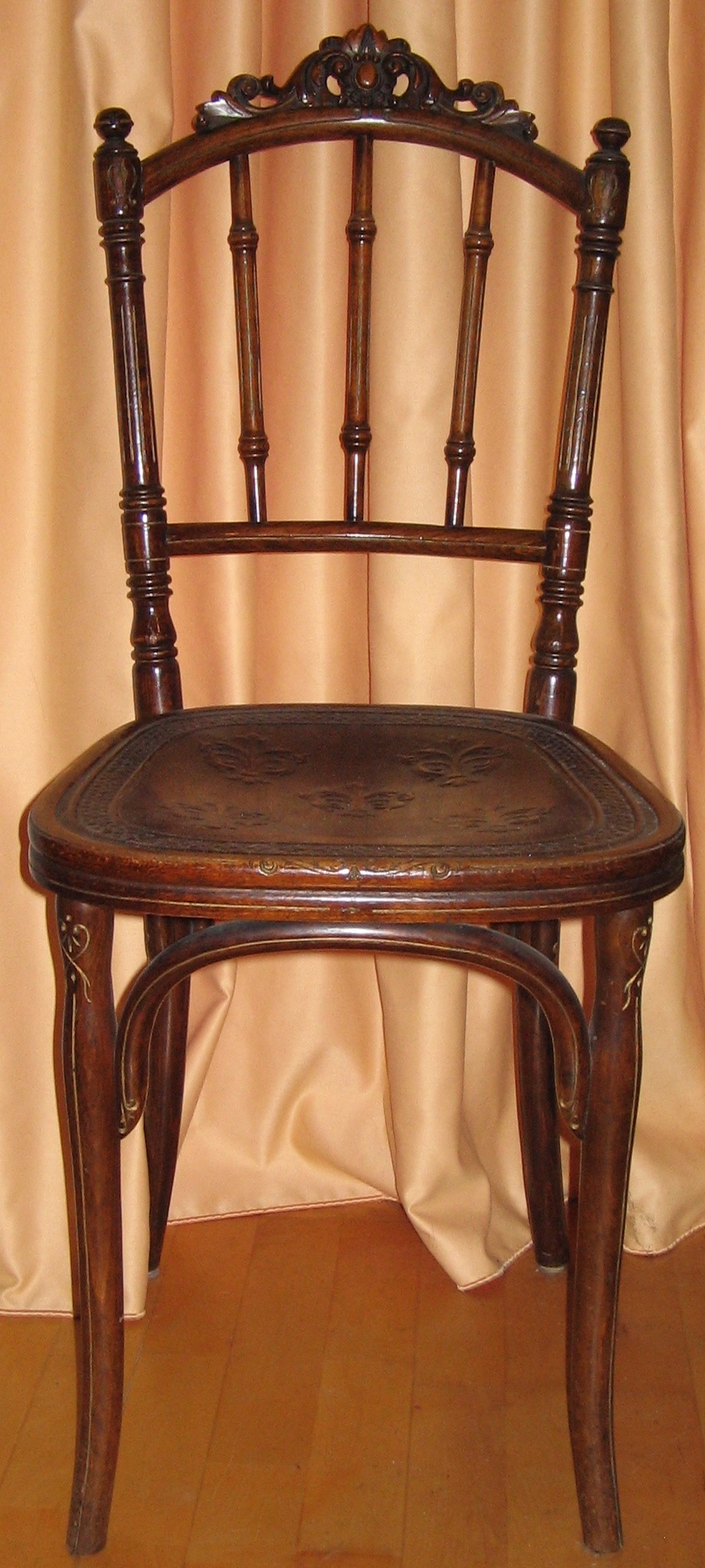
Стул фирмы «Jacob & Josef Kohn»
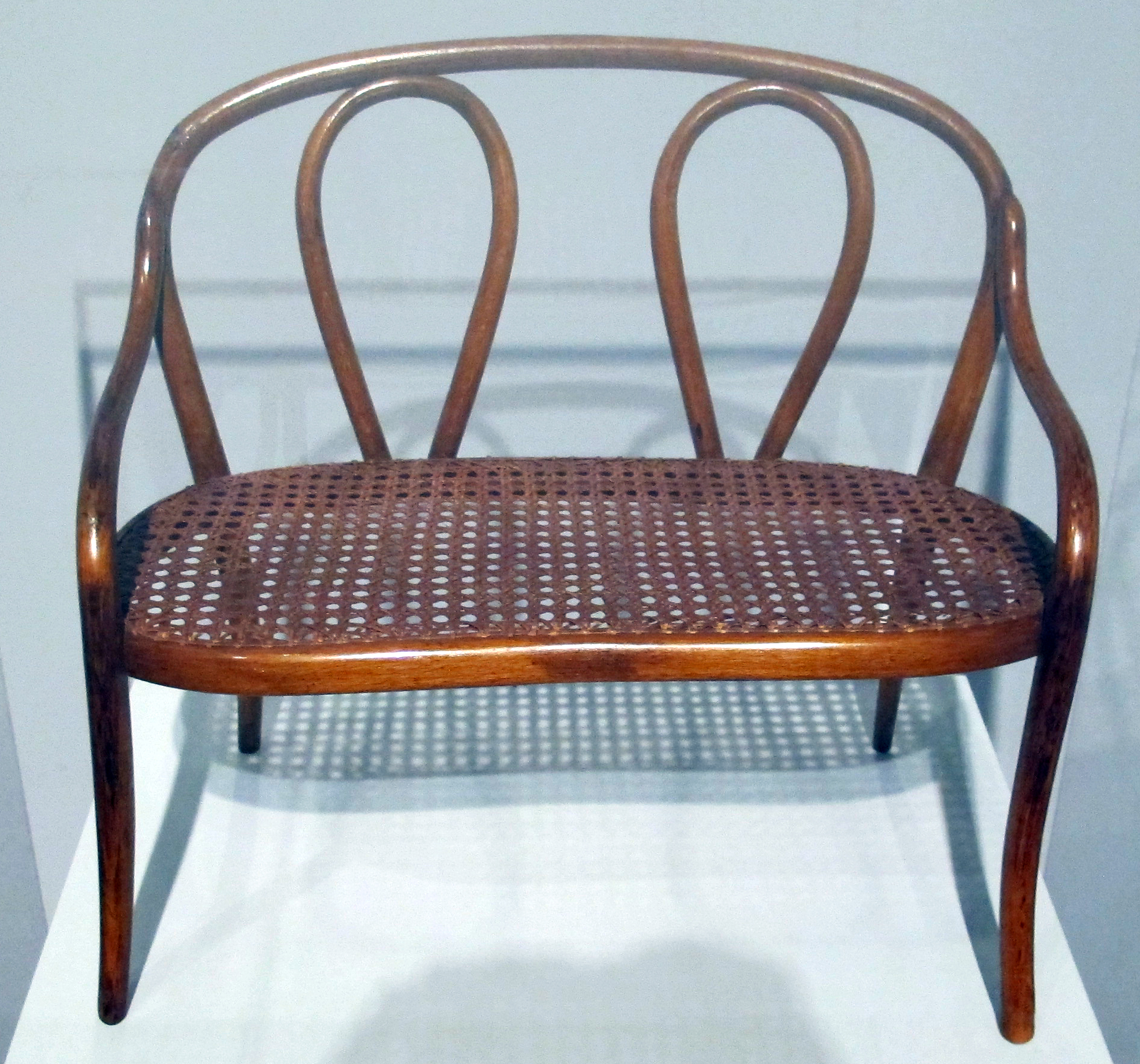
«Кресло для кукол» (sedia da bambola). Мастерская «Братья Тонет». 1890
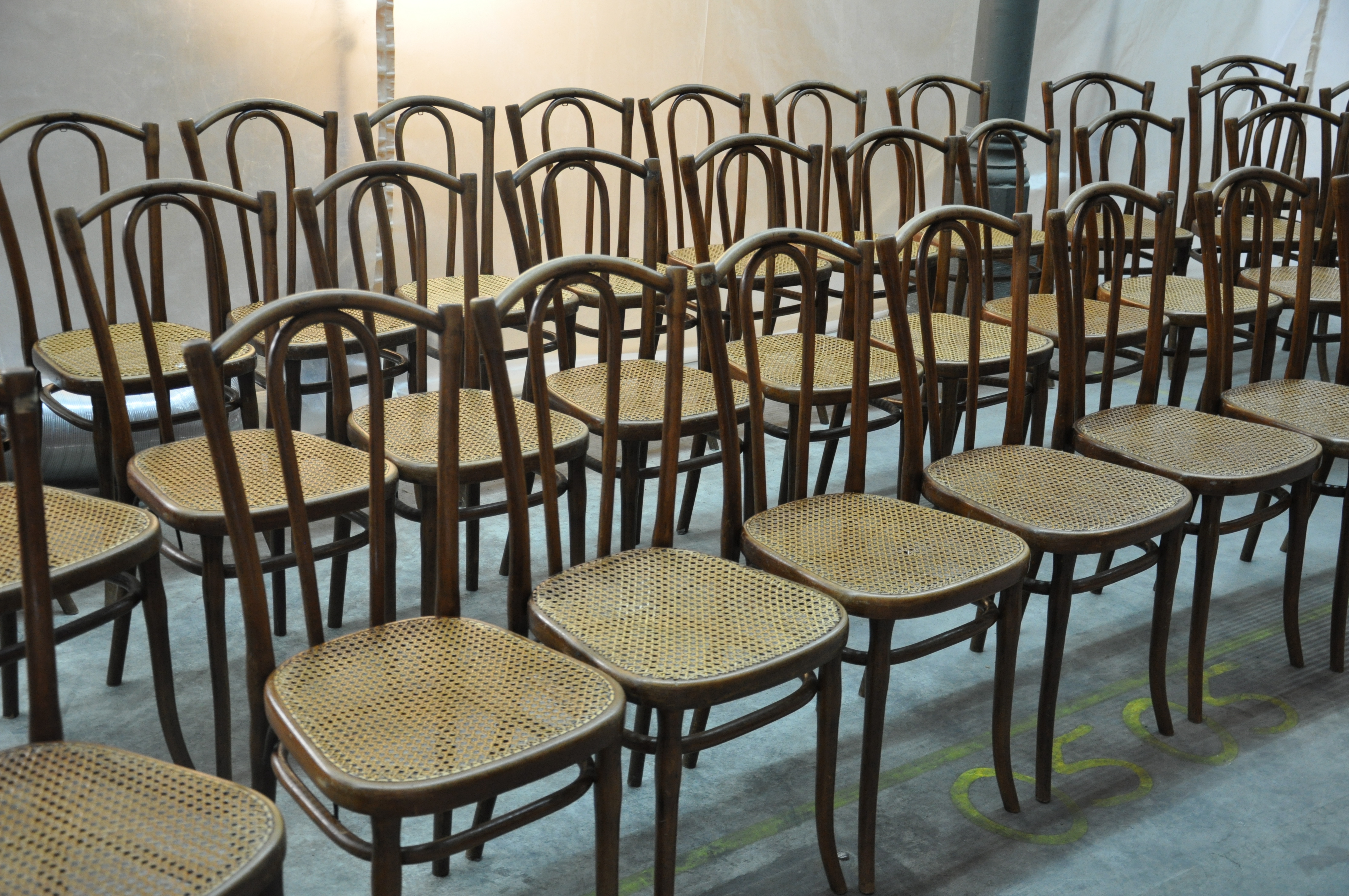
Концертные стулья
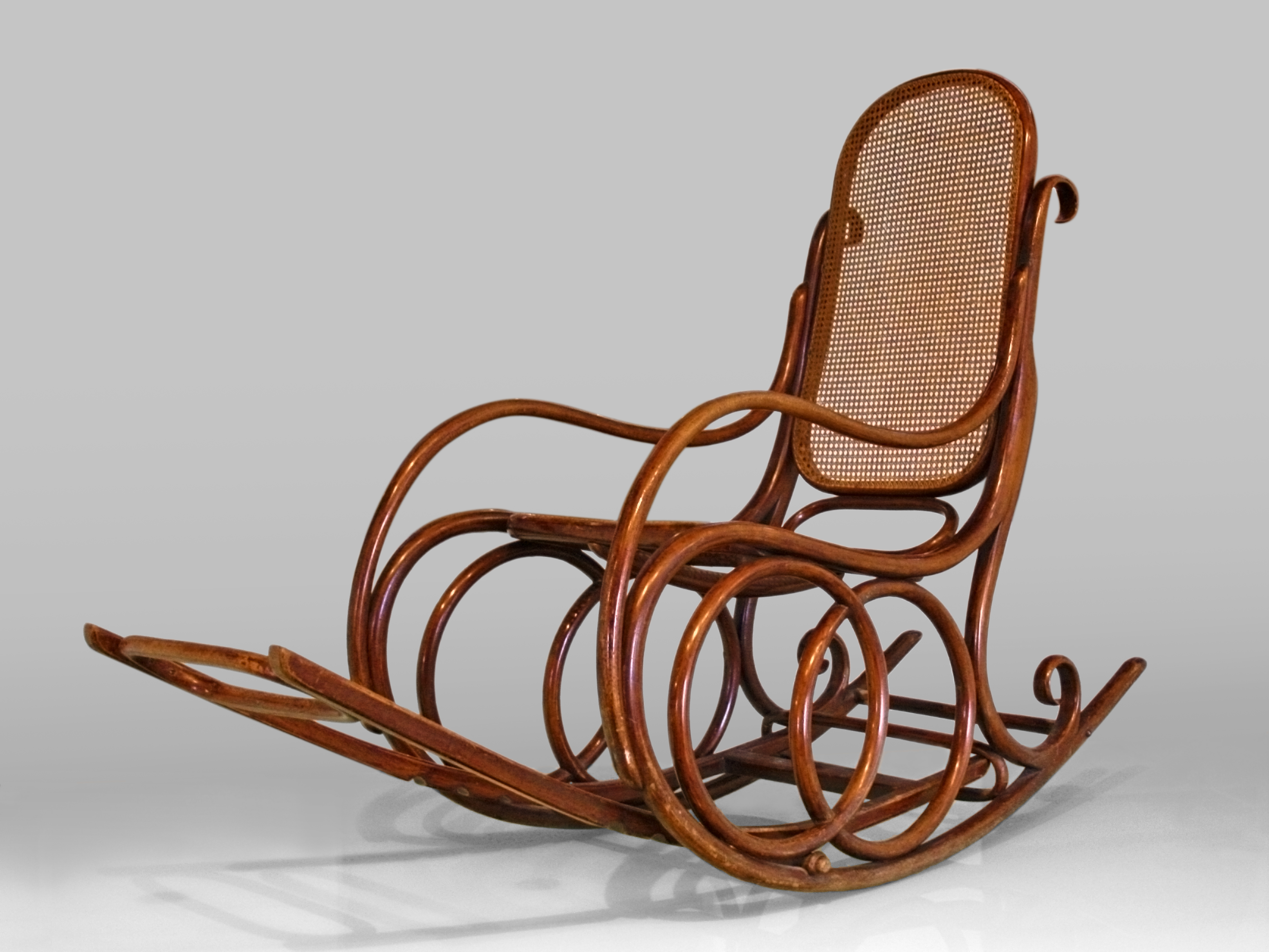
Кресло-качалка. Мастерская «Братья Тонет». Ок. 1860
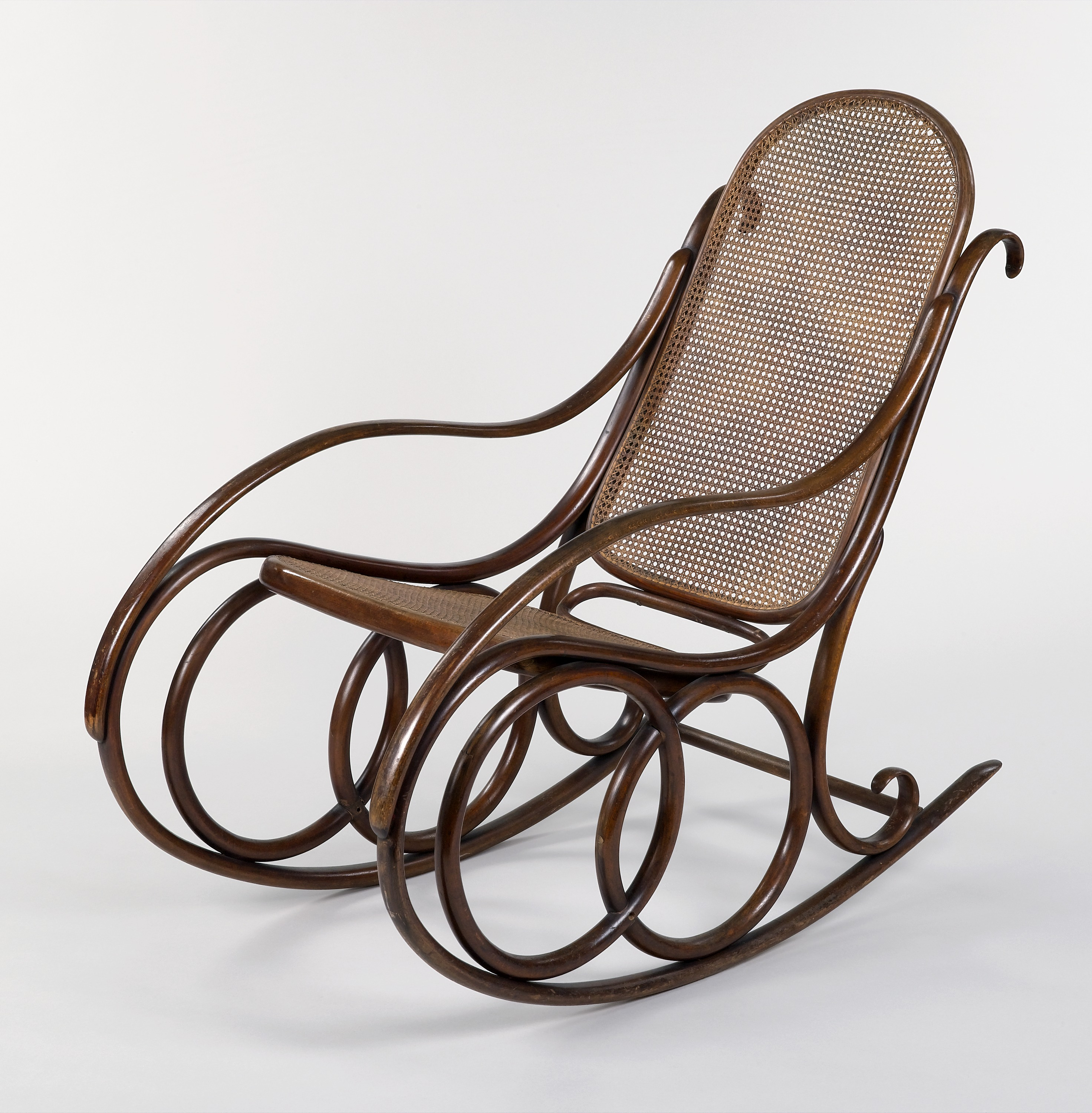
Кресло-качалка. Ок. 1860. Автор неизвестен